# Голанські висоти

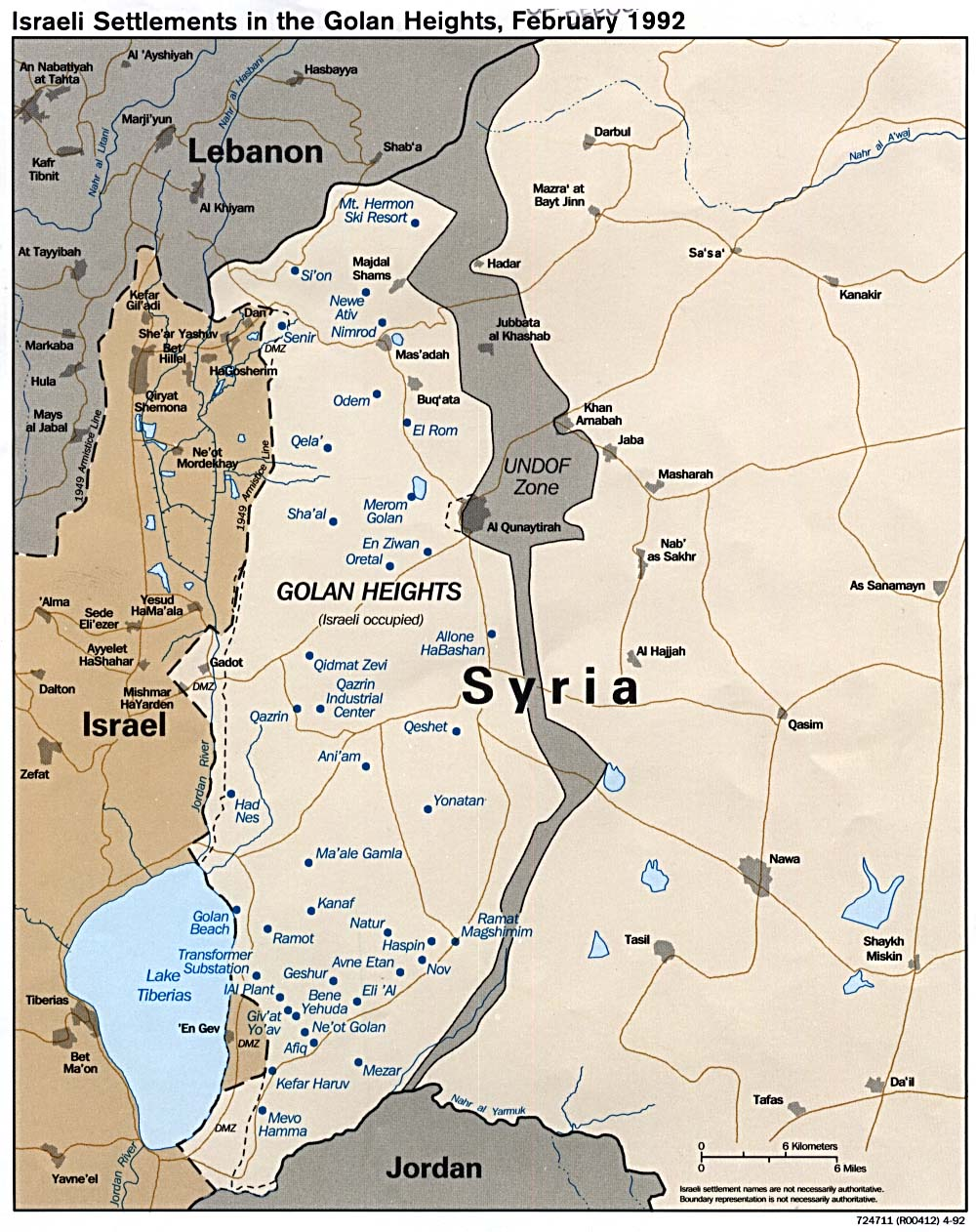
Мапа Голанських висот і зони СООННР

33°00′ пн. ш. 35°45′ сх. д. / 33° пн. ш. 35.75° сх. д.
Гола́нські висо́ти (івр. רָמַת הַגוֹלָן, Рамат га-Ґолан; араб. هضبة الجولان, Гадбату-ль-Джавлан) — плато і гірська місцевість на півдні Антилівану, в межах сучасного Лівану, Сирії, Йорданії, Ізраїлю. Голанське плато має площу 1 800 км². З 1967 року зазвичай термін застосовується до області площею 1200 км² що включає західну частину плато, невелику частину Йорданської долини на північному заході і на півночі гірський район що простягається на південь від гори Хермон. Голанські висоти мають велике стратегічне значення в регіоні.
Голанські висоти були безперечно сирійською територією до захоплення їх Ізраїлем в 1967 році під час Шестиденної війни. У 1973 Сирія зробила спробу повернути Голанські висоти під час Війни Судного Дня, але зазнала поразки. З того часу край перебуває під владою Ізраїлю. Ця територія була юридично анексована Ізраїлем в 1981 році, але анексія не визнана ані світовою спільнотою, ані Радою Безпеки ООН. ООН постійно і твердо закликає повернути терени Сирії і стверджує, що всі ізраїльські правові акти щодо Голанських висот не є легітимними. Втім, у 2019 році США визнали Голанські висоти територією Ізраїлю. Населення 33 019 осіб, густота населення 18,34 особи на км² (під контролем Ізраїлю площа 1154 км², населення 32 361 і густота населення 28,04 особи на км²).

## Походження назви
Назва «Ґолан» має семітське походження, і означає назву міста, яке згадується в Біблії (книга Повторення Закону 4:43) як одне з «Міст притулку», на схід від річки Йордан. Інші імена, використовувані в даному контексті, є Gaulan і Jaulan. Термін «Голани» був сприйнятий ізраїльською культурою для позначення території, яка раніше належала Сирії і зараз є під контролем Ізраїлю.

## Географія
Голанські висоти є гірським плато вулканічного походження, що тягнеться на схід від Тиверіадського озера (ізр. назва: озеро Кінерет) і долини Хула, і далі, углиб Сирії. Велика його частина знаходиться на висоті більш ніж 1000 метрів над рівнем моря. Площа зайнятої Ізраїлем території Голанських висот близько 1150 км² при довжині 60 км і середній ширині 25 км.
На заході плато різко уривається у бік Тиверіадського озера, на півдні та південному сході обмежено глибокою і вузькою ущелиною річки Ярмук. На сході немає чітких природних кордонів. Велика частина голанського плато знаходиться в Сирії.
Найвища точка на контрольованій Ізраїлем частині Голанських висот — гора Хермон заввишки 2814 м. На територію, зайняту Ізраїлем, припадає 7 % Хермонського хребта, а найвища точка на сирійській території сягає 2814 м. Як мінімум із листопада до березня вершина Хермон вкрита снігом. Ізраїль побудував там гірськолижний курорт.
Сирійським адміністративним центром Голан було місто Ель-Кунейтра, проте воно було залишено мешканцями після того, як ізраїльська армія окупувала Голанські висоти в ході Шестиденної війни. У 1973-му під час Війни Судного дня Кунейтра була звільнена сирійською армією, але, ставши місцем запеклих боїв, була практично повністю зруйнована ізраїльською авіацією. З 1974 Кунейтра виявилася в нейтральній демілітаризованій смузі між ізраїльським і сирійським кордоном формально під контролем сил ООН, фактично належить Сирії; місто залишалося практично незаселеним до останнього часу. Столицею контрольованої Ізраїлем частини Голан є місто Кацрін. Загалом на Голанах живуть близько 39 тисяч осіб. Із сирійських поселень нині залишилося 4 села: Маждель-Шамс, Масаде, Буката та Айн-Канія, більшість мешканців є друзами.
У районі колишнього кордону збереглася велика кількість сирійських мінних полів. Поля огорожені, але не нейтралізовані. В результаті на значній території збереглася незаймана природа і є місця, де з 1967 року фактично не ступала нога людини.
Сільське господарство добре розвинене і представлено численними плодовими садами (яблука, вишня), ягодами (малина, полуниця). Великим успіхом користується виноградарство й виноробство.
На південно-західному краю плато знаходяться термальні джерела «Гамат-Ґадер», відомі з Римських часів.
Голанські висоти — досить мальовниче місце. Тут розташовані численні заповідники, струмки й водоспади. Клімат Голан помірний. Завдяки висоті тут не дуже спекотно влітку й досить холодно взимку порівняно з рештою території Ізраїлю.
Археологічні розкопки на Голанах дозволили відкрити безліч археологічних пам'яток римської епохи й середньовіччя.
Велика кількість давніх знахідок, що проливають світло на історію Голанських висот, представлено в музеї «Древності Голан» в місті Кацрін і в музеї Ізраїлю в Єрусалимі.
Опади порівняно численні й стікають у Йордан та довколишнє Тиверіадське озеро, з якого Ізраїль бере значну частину питної води.

## Галерея

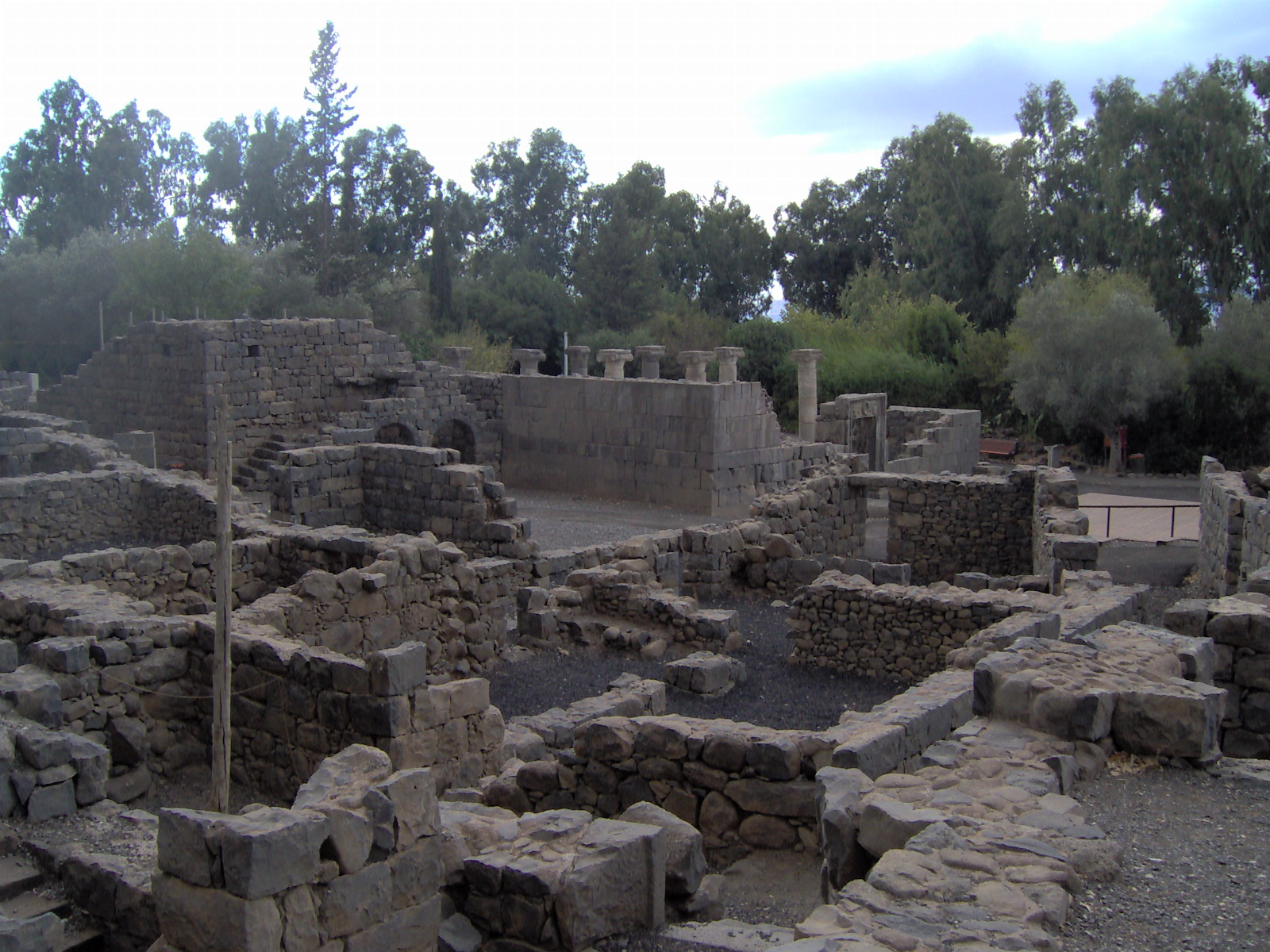
Давнє село Кісрін (сучасний Кацрін)
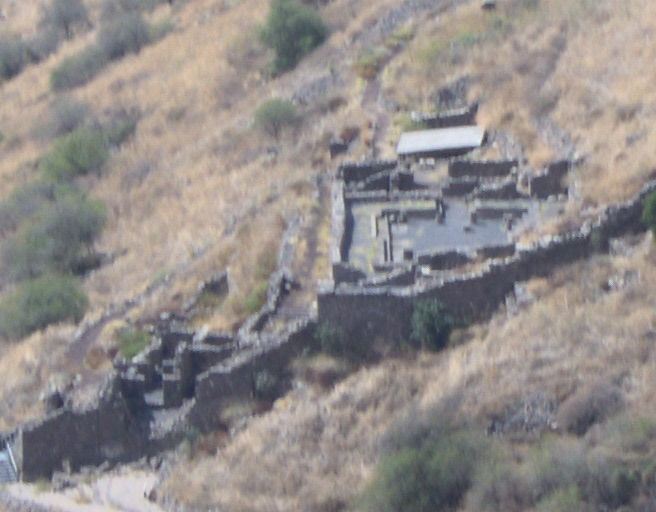
Синагога і залишки стіни в давньому місті Гамла (Гамала)
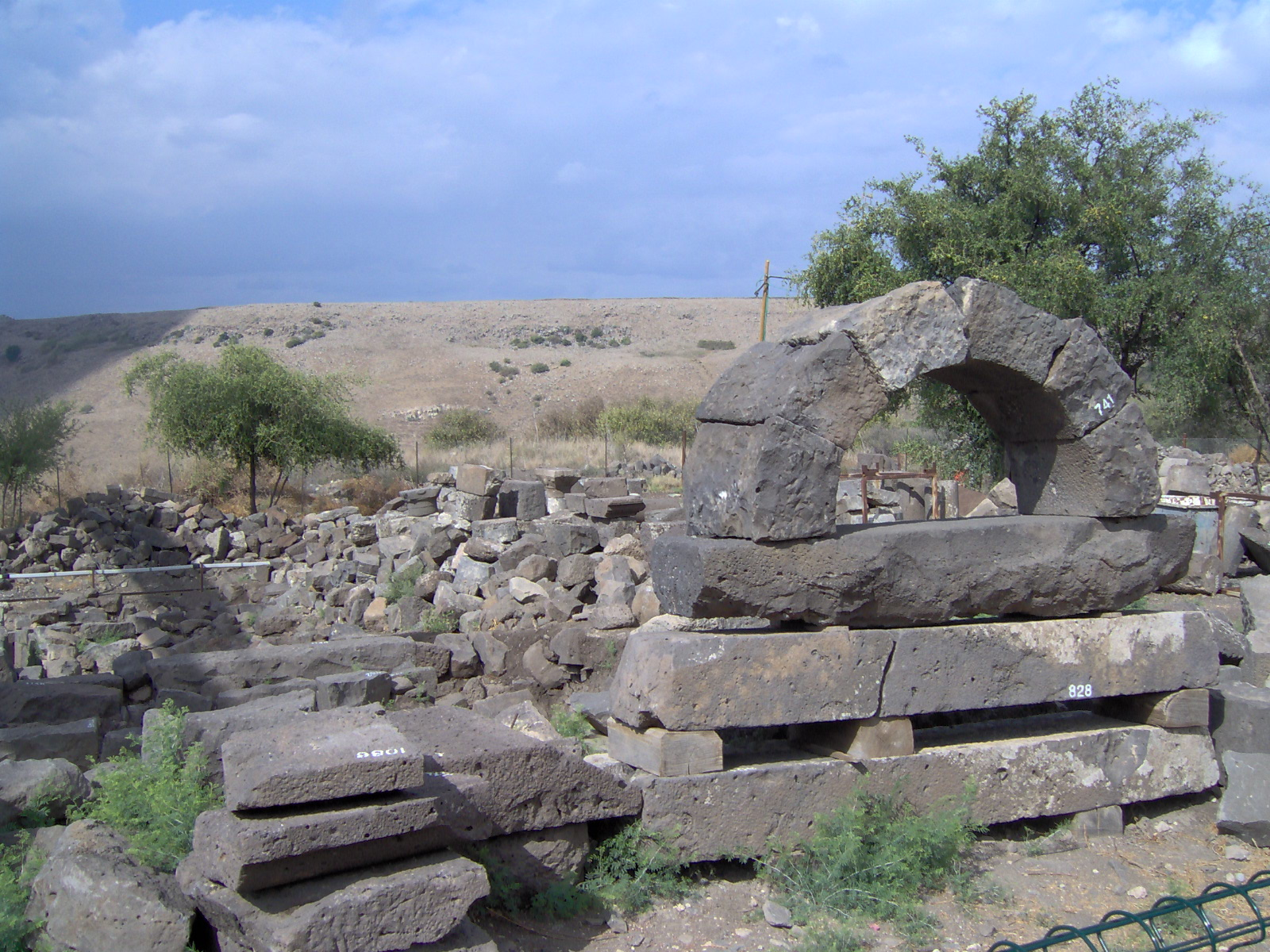
Залишки міста Умм-ель-Канатір
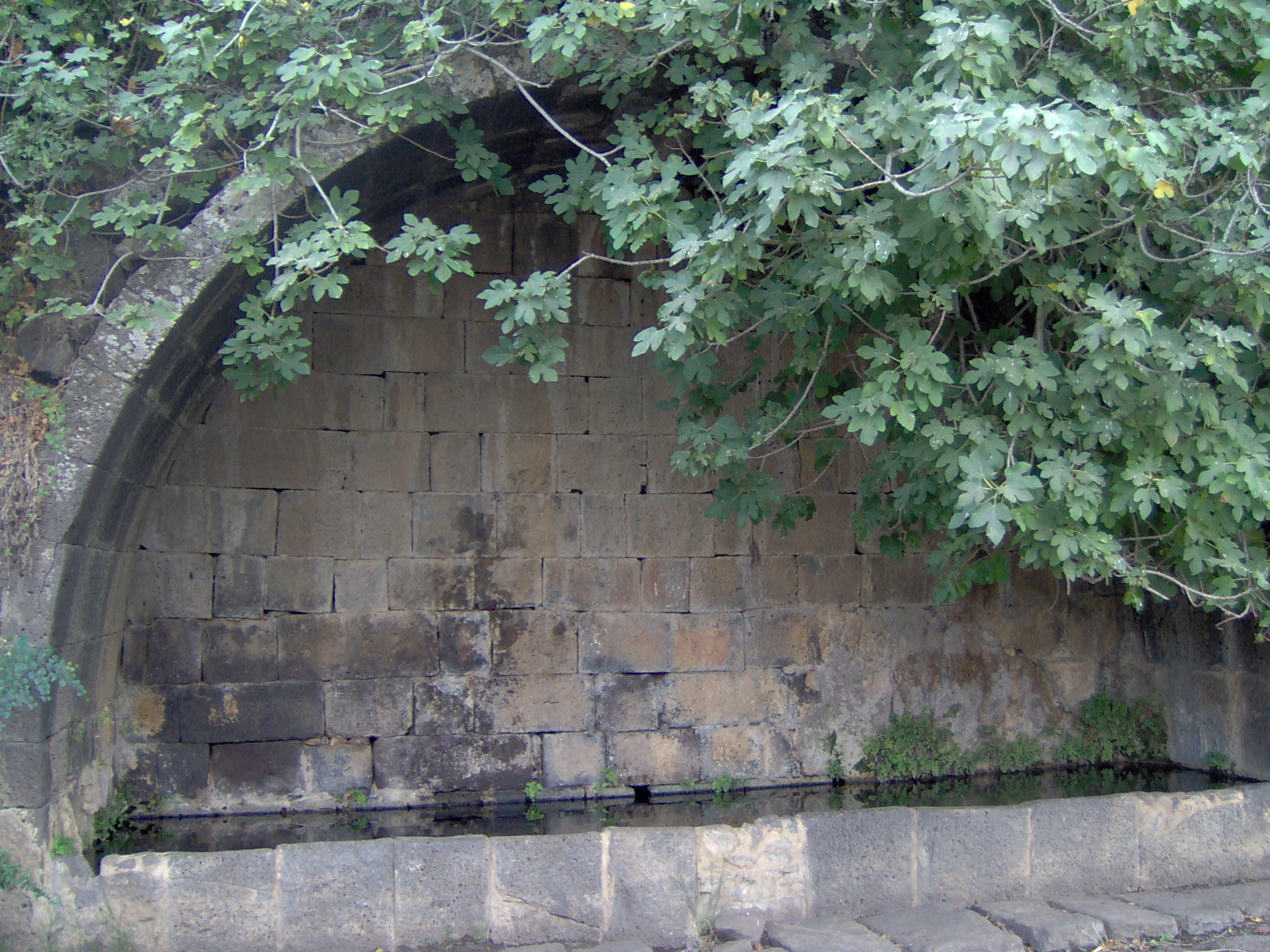
Арки Ровоама (Рехав'ама) в Умм-ель-Канатір
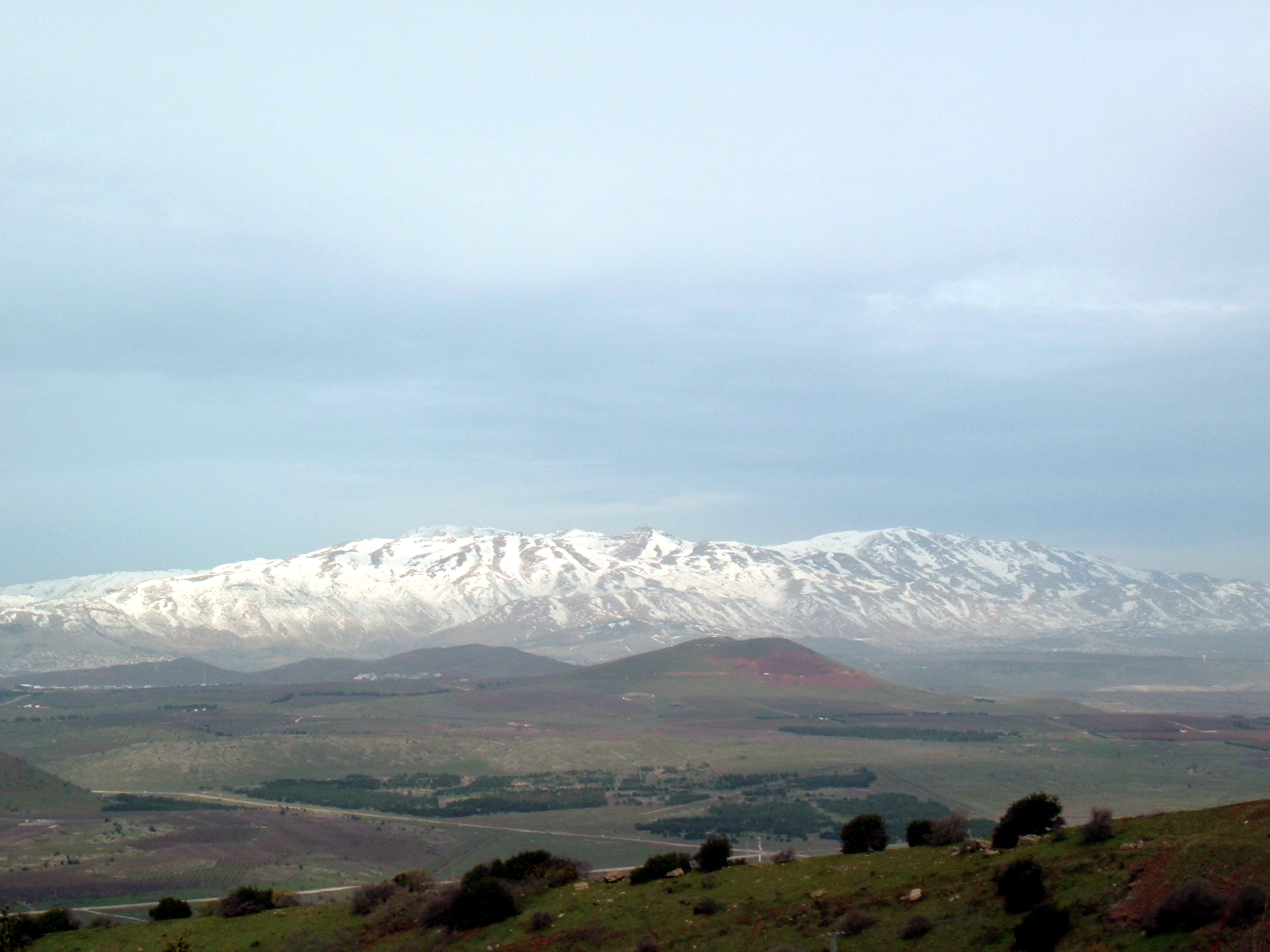
Краєвид з горою Хермон з гори Бенталь на Голанських висотах
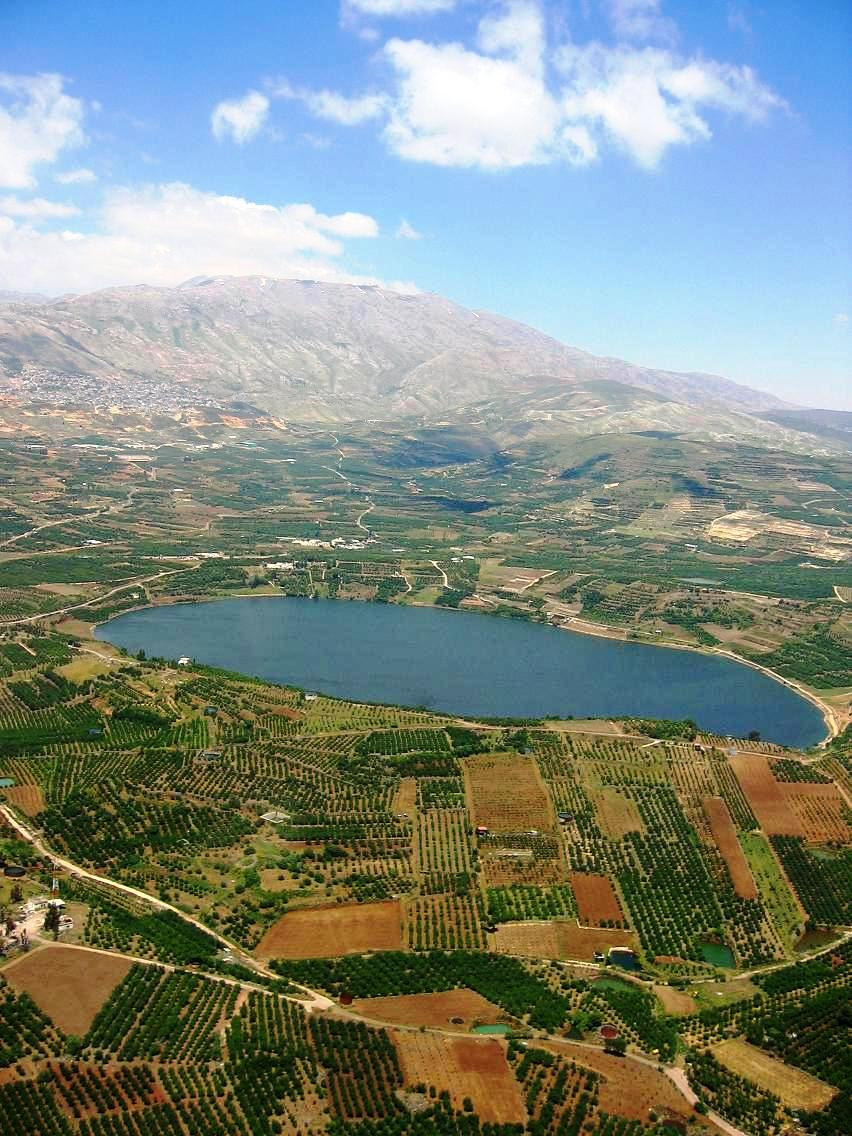
Кратерне озеро Рам на північному сході Голанських висот, в районі гори Хермон